# Violão
Pour les articles homonymes, voir Viola.

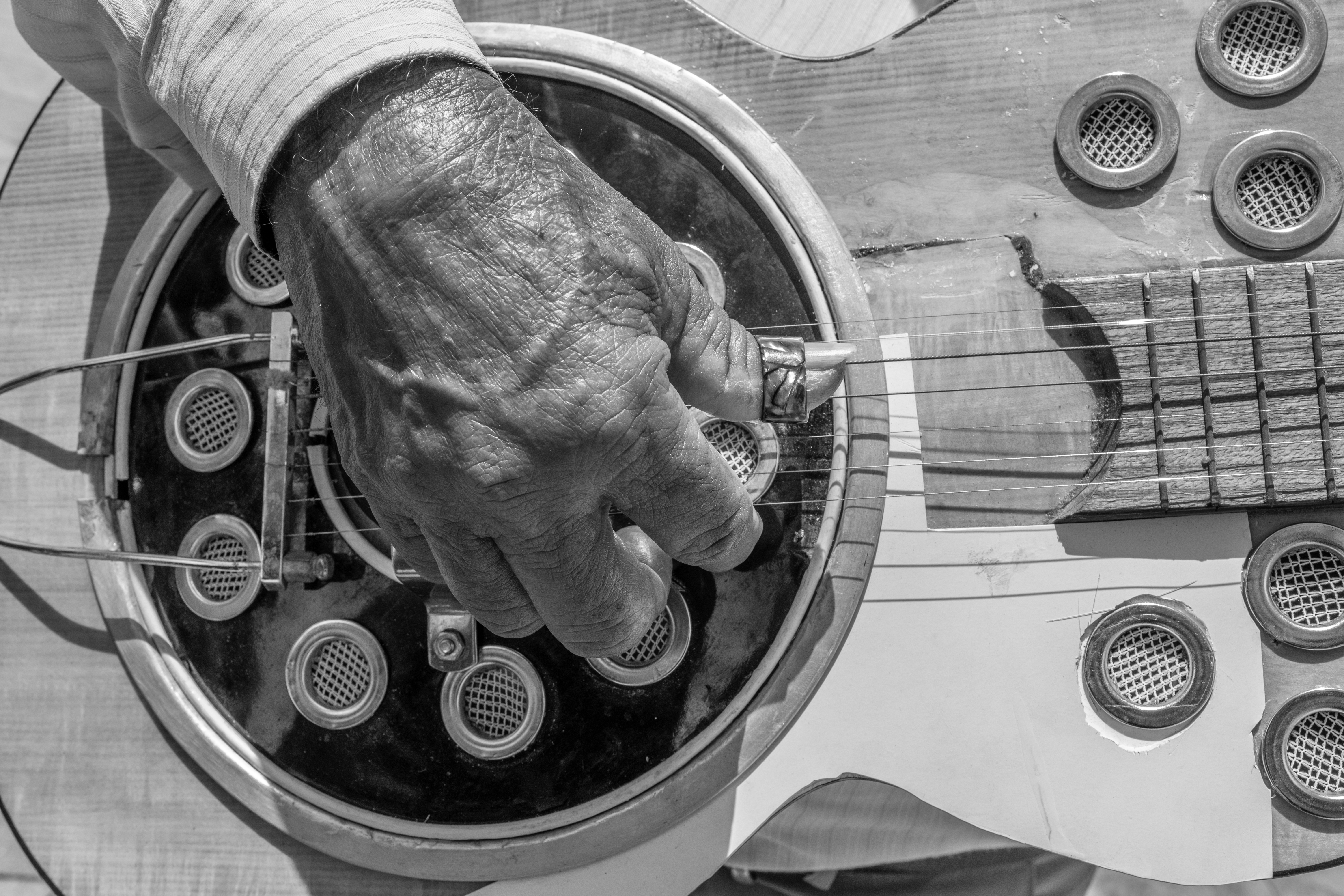
Homme jouant de la guitare acoustique brésilienne (Violão) sur la place Marco Zero, Refice, Pernambuco, Brésil.

Le violão et la viola sont les termes en portugais (dérivés de la vihuela espagnole) désignant des variétés de guitares répandues dans le monde lusophone, au sein de la musique portugaise, capverdienne et brésilienne. Violão désigne la guitare classique et viola désigne la guitare folklorique (le terme guitarra désignant au Portugal une sorte de cistre, la guitare portugaise, et au Brésil, la guitare électrique),,,.

## Terminologie
Le terme viola désigne bien plus de variétés régionales en fait, telles :
- Açores : micaelense, da terra, da Terceira.
- Brésil : les violes brésiliennes (pt) : angrese, cabocla, caipira, cantadeira, chorosa, cuibana, de arame, de dez cordas, de Queluz, goiana, nordestina, paulista, pinho, serena, sertaneja.
- Cap-Vert : de diz cordas.
- Madère : da Madeira, de arame, francesa.
- Portugal : les violes portugaises (pt) : amarantina, beiroa, braguesa, campaniça, cravelhas, de arame, de fado antigua, de jazz, toeira.

Outre ces acceptions du terme viola, il existe aussi une version de l'arc musical brésilien berimbau appelée ainsi.

## Violão
C'est une guitare classique aux cordes en boyaux à l'origine, et en nylon aujourd'hui. Outre la version à six cordes, il en existe plusieurs au Brésil avec des cordes surnuméraires et au Portugal, des versions avec des cordes surnuméraires ou des formes hybrides.

### Lutherie

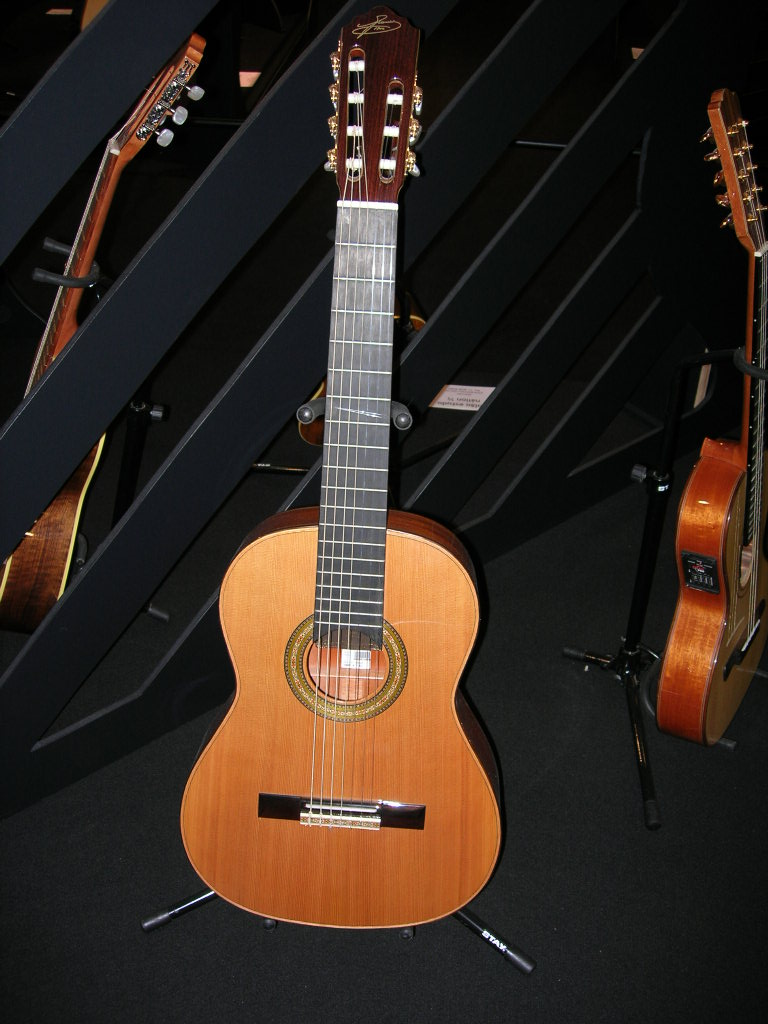
Violão de sete cordas.

Au Brésil, il existe notamment trois types de violão : le violão de sete cordas, le violão de oito cordas, et le violão tenor.
Le violão de sete cordas est une lutherie typique avec l'adjonction d'une septième corde basse. L'accord est : do, mi, la, ré, sol, si, mi. À l'origine, la guitare sept cordes brésilienne est une guitare 6 cordes à laquelle était ajoutée une corde de violoncelle en do. La majorité des guitaristes de choro accordent la 7e corde en do bien qu'il arrive que certains accordent ladite corde en si voire en La pour certains morceaux. En effet, la majorité des musiques de choro traditionnelles sont composées en do et cela facilite tant la composition que l'interprétation.
Le violão de oito cordas est une autre version pour jouer le répertoire baroque. Un autre corde basse s'ajoute ici. Enfin, le violão tenor est une guitare à quatre cordes accordées en quinte et qui remplace le violoncelle.
Au Portugal, le violão baixo est une guitare basse à quatre cordes. Le violão harpa est une guitare mélangée à une harpe.

### Jeu
Au Brésil, il est utilisé pour jouer les choros, la bossa nova et la musique baroque. Parmi ses grands interprètes on peut citer : Baden Powel, Antônio Carlos Jobim, João Gilberto, et Toninho Ramos.

## Viola

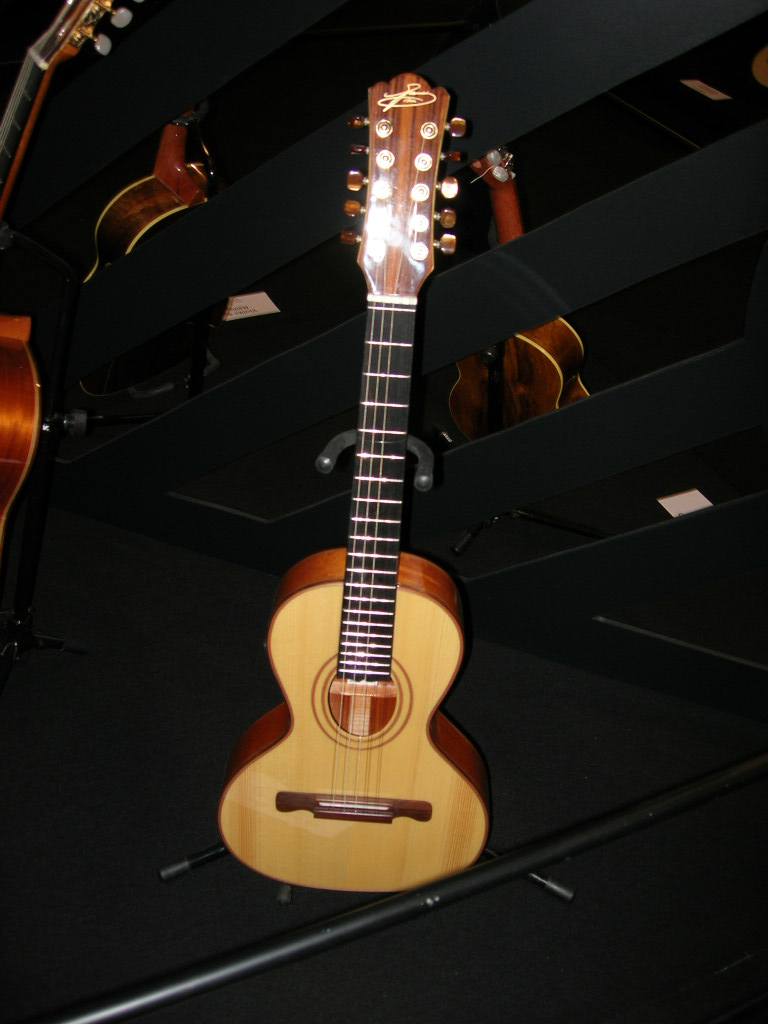
Viola caipira.

La viola est une guitare plus petite avec en général dix cordes de métal placées en cinq doubles chœurs en général. Elle est plus proche de la vihuela ou de la guitare baroque.

### Lutherie
Aux Açores, on trouve la viola micaelense, la viola da terra, et la viola da Terceira (ou viola terceirense).
La viola da terra possède douze cordes en cinq chœurs. Sa table d'harmonie est percée de deux grandes ouïes en forme de cœur comme l'amarantina. La touche du manche est toutefois fondue dans la table d'harmonie. Le chevillier à l'ancienne se termine en pointe. L'accord est : la, la, la, ré, ré, ré, sol, sol, si, si, ré, ré.
La viola da Terceira possède de quinze à dix-huit cordes en six ou sept chœurs. La touche est légèrement surélevée par rapport à la table d'harmonie. Elle a une grosse ouïe centrale ronde. L'accord est : mi, mi, mi, la, la, la, ré, ré, ré, sol, sol, si, si, mi, mi (le septième chœur est variable).
Au Brésil, on compte la viola caipira (aussi appelée viola de dez cordes, viola cabocla, viola de pinho, viola de arame ou viola paulista), la viola sertaneja, la viola delvecchio (ou viola dinamico), et la viola de cocho. La viola caipira est un peu plus petite et plus élancée que la guitare classique, avec un dos plat, une touche surélevée et un chevillier plat. Parmi les nombreux accords possibles, le plus courant est ouvert : laLA, réRé, fafa#, lala, réré.
La viola sertaneja possède les mêmes caractéristiques que la précédente, mais utilisée dans la « country » brésilienne du Nord-Est. Elle est souvent jouée sur quatre cordes simples et les accords sur trois doubles chœurs.
La viola delvecchio est une guitare inspirée de la dobro, avec un résonateur en métal incorporé dans la caisse de résonance, et une dizaine d'ouïes pratiquées sur la table d'harmonie.
La viola de cocho se rencontre au Mato Grosso (Cuiabá) et Mato Grosso do Sul (Corumbá), et a des caractéristiques uniques, qui la rattachent plus aux instruments du Moyen Âge (guiterne). Le corps, le manche (très court) et le chevillier sont excavés d'un bloc de bois léger monoxyle. De fines plaques de bois sont ensuite collées sur la touche, sur la table d'harmonie et le chevillier légèrement courbé. Il n'y a aucun vernis et l'instrument semble rudimentaire. Il n'y a que deux ou trois frettes en boyaux. Elle est montée avec cinq cordes en nylon ou boyaux, fixées sur cinq chevilles à l'ancienne. L'accord est sol, ré, mi, la, ré ou sol, do, mi, la, ré.
Au Cap-Vert, la viola de dez cordas a dix cordes en cinq chœurs et deux ouïes en forme de cœur, comme l'amarantina et la da terra. Le chevalet est différent aussi. L'accord est : la, la, ré, ré, sol, sol, si, si, mi, mi.
À Madère, on trouve la viola de arame et la viola francesa. La viola de arame a neuf cordes en cinq chœurs. La touche du manche est surélevée par rapport à la table d'harmonie. Elle a une grande ouïe centrale ronde. L'accord est : sol, sol, ré, ré, sol, sol, si, ré, ré. La viola francesa a six cordes simples accordées comme une guitare. Le chevillier est à l'ancienne et les hanches de la caisse, un peu minces.
Au Portugal, on trouve la viola amarantina, la viola beiroa, la viola braguesa, la viola campanica et la viola Toeira. La viola amarantina a dix cordes en cinq chœurs. Comme la da terra et la de diz cordas, elle a une caisse de résonance percée de deux ouïes en forme de cœur. La touche est légèrement surélevée par rapport à la table d'harmonie, et le chevillier est à l'ancienne. Le chevalet est décoré. L'accord est : ré, ré, la, la, si, si, mi, mi, la, la.
La viola beiroa a douze cordes en six chœurs et une caisse de résonance aux hanches très minces, percée d'une ouïe centrale ronde. Les deux  cordes les plus aiguës, faisant office de bourdon, sont attachées à un petit chevillier séparé et fixé contre le manche et l'éclisse, près de la caisse de résonance, sur la partie supérieure de laquelle est placé un petit sillet. L'accord est souvent : ré, ré (bourdon), la, la, ré, ré, sol - sol, si, si, ré, ré, mais il peut fluctuer selon les régions.
La viola braguesa a dix cordes en cinq chœurs. À l'origine (300 ans environ) la rosace est ronde, puis en forme de bouche de raie (boca de raia). La touche ne se prolonge pas sur la table d'harmonie. L'accord est différent suivant les joueurs, les villages et les régions du nord du Portugal.
La viola campanica a dix cordes en cinq chœurs et ressemble à la beiroa avec une caisse de résonance aux hanches très minces (ici plus décorée), une ouïe centrale ronde et un chevillier à l'ancienne. L'accord est : do, do, fa, fa, do, do, mi, mi, sol, sol.
La viola Toeira a douze cordes en cinq chœurs. Elle a une grande ouïe centrale ovale et un chevillier à l'ancienne. La caisse est décorée. L'accord est : la, la, la, ré, ré, ré, sol, sol, si, si, mi, mi.

### Jeu
Au Brésil, on joue sur la viola la musique cantoria et sertaneja, souvent en duo. La viola est aussi utilisée dans la samba de viola, la moda de viola, les folias, le cururu, le catertê, le fandango, la cana-verde, la congada, le bailado moçambique, etc. Roberto Corrêa en est l'instrumentiste le plus accompli. D'autres compositeurs et musiciens de renom sont : Almir Sater, Braz da Viola, Inezita Barroso, Paulo Freire et Ivan Vilela.